# The New Album
The New Album, album utgivet 1977 av The Everly Brothers. The New Album var duons 20:e studioalbum och det gavs ut på skivbolaget Warner Brothers. 
Tvärt emot vad titeln antyder var består detta album av gamla, tidigare outgivna, inspelningar från 1960-talet. "Empty Boxes" och "Nancy's Minuet" hade dock givits ut som singelbaksidor tidigare, men den senare gavs här ut i en tidigare outgiven alternativtagning. "Omaha" spelades in av Don Everly för hans soloalbum Don Everly från 1970.

## Låtlista
1. "Silent Treatment" (Al Hoffman/Dick Manning) – 2:16
2. "Dancing on My Feet" (Phil Everly) – 1:54
3. "Gran Mamou" (ökänd upphovsman) – 2:27
4. "Burma Shave" (Roger Miller) – 2:28
5. "Nancy's Minuet" (Don Everly) – 2:23
6. "He's Got My Sympathy" (Gerry Goffin/Jack Keller) – 2:07
7. "Little Hollywood Girl" (Gerry Goffin/Jack Keller) – 2:23
8. "Omaha" (Terry Slater) – 3:19
9. "Empty Boxes" (Ron Elliott) – 2:45
10. "I Can't Say Goodbye to You" (Gerry Goffin/Carole King) – 2:12
11. "Nothing Matters But You" (Gary Geld/Peter Udell) – 2:15
12. "When Snowflakes Fall in the Summer" (Barry Mann/Cynthia Weil) – 2:16
13. "I'll See Your Light" (Bodie Chandler/Edward McKendry) – 2:36
14. "Why Not" (John D. Loudermilk) – 2:43